# Выборы в Европейский парламент в Венгрии (2014)
Выборы в Европейский парламент в Венгрии прошли 25 мая 2014 года и стали третьими европейскими выборами в стране. На выборах была избрана венгерская делегация, состоящая из 21 депутата.
По сравнению с предыдущими европейскими выборами 2009 года в результате подписания Лиссабонского договора в декабре 2009 года делегация Венгрии была уменьшена с 22 до 21 депутата.

## Результаты
- Фидес — 12
- Йоббик — 3
- Венгерская социалистическая партия — 2
- Демократическая коалиция — 2
- Вместе — Диалог за Венгрию — 1
- Политика может быть другой − 1